# Кеймадас (Баия)
Кеймадас (порт. Queimadas) — муниципалитет в Бразилии, входит в штат Баия. Составная часть мезорегиона Северо-восток штата Баия. Входит в экономико-статистический микрорегион Эуклидис-да-Кунья. Население составляет 25 671 человек на 2006 год. Занимает площадь 2097,668 км². Плотность населения — 12,2 чел./км².
Праздник города — 20 июня.

## История
Город основан в 1884 году.

## Статистика
- Валовой внутренний продукт на 2003 год составляет 37 282 635,00 реалов (данные: Бразильский институт географии и статистики).
- Валовой внутренний продукт на душу населения на 2003 год составляет 1480,35 реалов (данные: Бразильский институт географии и статистики).
- Индекс развития человеческого потенциала на 2000 год составляет 0,613 (данные: Программа развития ООН).

## География
Климат местности: полупустыня.